# آرباکلوفن پلاکاربیل
آرباکلوفن پلاکاربیل (انگلیسی: Arbaclofen placarbil) یک پیش داروی R-باکلوفن است. آرباکلوفن پلاکاربیل دارای مشخصات فارماکوکینتیک مطلوب تری نسبت به باکلوفن است و نوسانات کمتری در سطح دارو در پلاسما دارد. این به عنوان یک درمان بالقوه برای بیماران مبتلا به GERD و اسپاستیسیته ناشی از مولتیپل اسکلروزیس توسعه داده شد. با این حال، XenoPort در ماه مه ۲۰۱۳ پایان توسعه را به دلیل نتایج ناموفق در آزمایش های بالینی فاز III اعلام کرد.
این دارو به عنوان یک داروی اعتیاد برای درمان اعتیاد به الکل ساخته شده است. همچنین به عنوان یک درمان بالقوه برای برخی از افراد مبتلا به اوتیسم مورد مطالعه قرار گرفته است.